# 234-й отдельный сапёрный батальон
234-й отдельный сапёрный батальон  — воинское подразделение в  вооружённых силах СССР во время Великой Отечественной войны.

## История
Сформирован, очевидно, вместе с корпусным управлением 50-го стрелкового корпуса.
Принимал участие в Зимней войне, затем занимался строительством укреплений по границе 1940 года с Финляндией
В составе действующей армии с 22.06.1941 по 21.02.1942 года.
На 22.06.1941 являлся корпусным сапёрным батальоном 50-го стрелкового корпуса, дислоцировался в Выборге. После расформирования корпусного управления 03.08.1941 стал армейским сапёрным батальоном 23-й армии, вёл боевые действия в полосе обороны армии.
21.02.1942 переформирован в 234-й отдельный инженерный батальон

## Подчинение
| Дата            | Фронт (округ)               | Армия      | Корпус                 | Примечания                    |   |
| --------------- | --------------------------- | ---------- | ---------------------- | ----------------------------- | - |
| 22.06.1941 года | Ленинградский военный округ | 23-я армия | 50-й стрелковый корпус | с 24.06.1941 - Северный фронт |   |
| 01.07.1941 года | Северный фронт              | 23-я армия | 50-й стрелковый корпус | -                             |   |
| 10.07.1941 года | Северный фронт              | 23-я армия | 50-й стрелковый корпус | -                             |   |
| 01.08.1941 года | Северный фронт              | 23-я армия | -                      |                               |   |
| 01.09.1941 года | Северный фронт              | 23-я армия | -                      | -                             |   |
| 01.10.1941 года | Северный фронт              | 23-я армия | -                      | -                             |   |
| 01.11.1941 года | Северный фронт              | 23-я армия | -                      | -                             |   |
| 01.12.1941 года | Северный фронт              | 23-я армия | -                      | -                             | - |
| 01.01.1942 года | Северный фронт              | 23-я армия | -                      | -                             |   |
| 01.02.1942 года | Северный фронт              | 23-я армия | -                      | -                             |   |

## Герои Советского Союза
- Крутоголов, Алексей Романович, младший командир, командир сапёрного отделения.

## Другие инженерно-сапёрные формирования с тем же номером
- 234-й отдельный инженерный батальон
- 234-й отдельный инженерно-сапёрный батальон